# Matías Moya
Matías Hernán Moya Cruces (* 26. März 1998 in Centenario, Provinz Neuquén) ist ein argentinisch-chilenischer Fußballspieler. Der Außenstürmer spielt seit 2023 für den CSD Colo-Colo.

## Karriere
Im Dezember 2016 debütierte Moya bei River Plate, wo er sieben Jahre ausgebildet wurde. Um mehr Spielminuten zu bekommen, wurde der Offensivakteur im Januar 2019 für ein Jahr an den CA Banfield verliehen. Die Leihe wurde dann um ein Jahr verlängert. Im März 2021 wechselte er auf Leihbasis zu Ñublense nach Chile. Ende 2021 lief sein Vertrag bei River Plate aus und Ñublense nahm den Stürmer, der in 22 Spielen sechs Tore erzielt hatte, unter Vertrag. In der Saison 2022 gehörte Moya zum Stammpersonal und wurde mit dem Team Vizemeister. Im Dezember 2022 gab Meister CSD Colo-Colo die Verpflichtung des argentinisch-chilenischen Stürmers bekannt.

## Erfolge
River Plate
- Argentinischer Pokalsieger: 2016, 2017

## Sonstiges
Im September 2022 erlangte Moya die chilenische Staatsangehörigkeit aufgrund seiner chilenischen Mutter.